# František Ringo Čech
František Ringo Čech (František Čech, Praga, 9 de julio de 1943) es un percusionista, cantante, letrista, actor, escritor, guionista, pintor y político checo.

## Biografía
Nació en la familia del músico y cantautor de Viena František Čech Pražsky. 
En la escuela, František Čech hijo tenía problemas, especialmente con las matemáticas, pero ya desde muy joven redactaba muy bien y era aficionado a la lectura. 
En 1959, tocaba la batería en la banda de dixieland Storyville Jazz.  
Más tarde, ingresó en la banda de jazz tradicional del saxofonista y clarinetista Pavel Smetáček. 
En 1963 fue cofundador del grupo de rock Olympic. 
Desde 1963 hasta 1965 estudió percusión en el Conservatorio de Praga.
En 1965, alguien lo denunció por "socavar la república", y František Čech pasó cuatro meses en la cárcel. 
Después de su liberación, huyó a los Estados Unidos, donde permanecería más de un año. Entretanto, fue proclamado como el mejor percusionista de Checoslovaquia; entonces, le pondrían el apodo de "Ringo" por el baterista de los Beatles. 
En los Estados Unidos, trabajó con los músicos de jazz Buddy Rich, Lionel Hampton y Oscar Peterson, y apareció en la tele en el Ed Sullivan Show y en el Hollywood Palace.
Cuando regresó a Checoslovaquia, fundó la Rogers Band, y trabajó con grandes músicos del país.

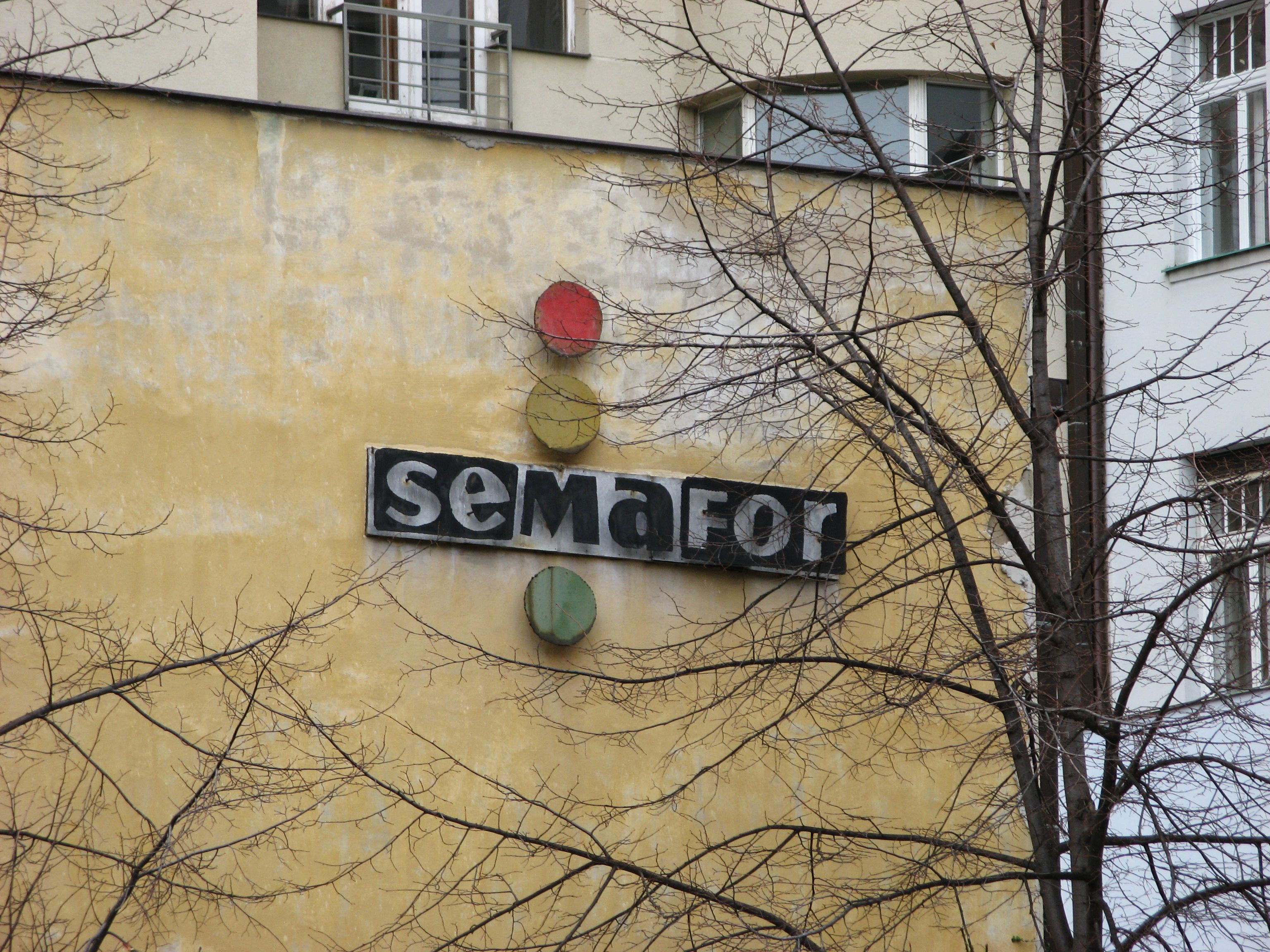
Emblema del teatro Semafor

Después fundó junto con su hermano Svatopluk, saxofonista, el grupo Shut Up, con el que se presentaban en la sala de teatro Semafor. Allí empezaría František Čech su carrera de actor. En esa época escribió letras para su grupo y para otros cantantes de diversos estilos musicales: jazz, rock, pop y música clásica. 
En 1973 conoció a Jiří Schelinger, cantante y guitarrista del grupo Faraon que ya era muy popular por la canción Holubí dům (Casa de palomas). Juntos, František Čech y Jiří Schelinger harían canciones que se publicarían en los primeros discos sencillos de rock duro de Checoslovaquia.